# Renda
Renda ist ein Ortsteil der Gemeinde Ringgau im nordhessischen Werra-Meißner-Kreis.

## Geographie

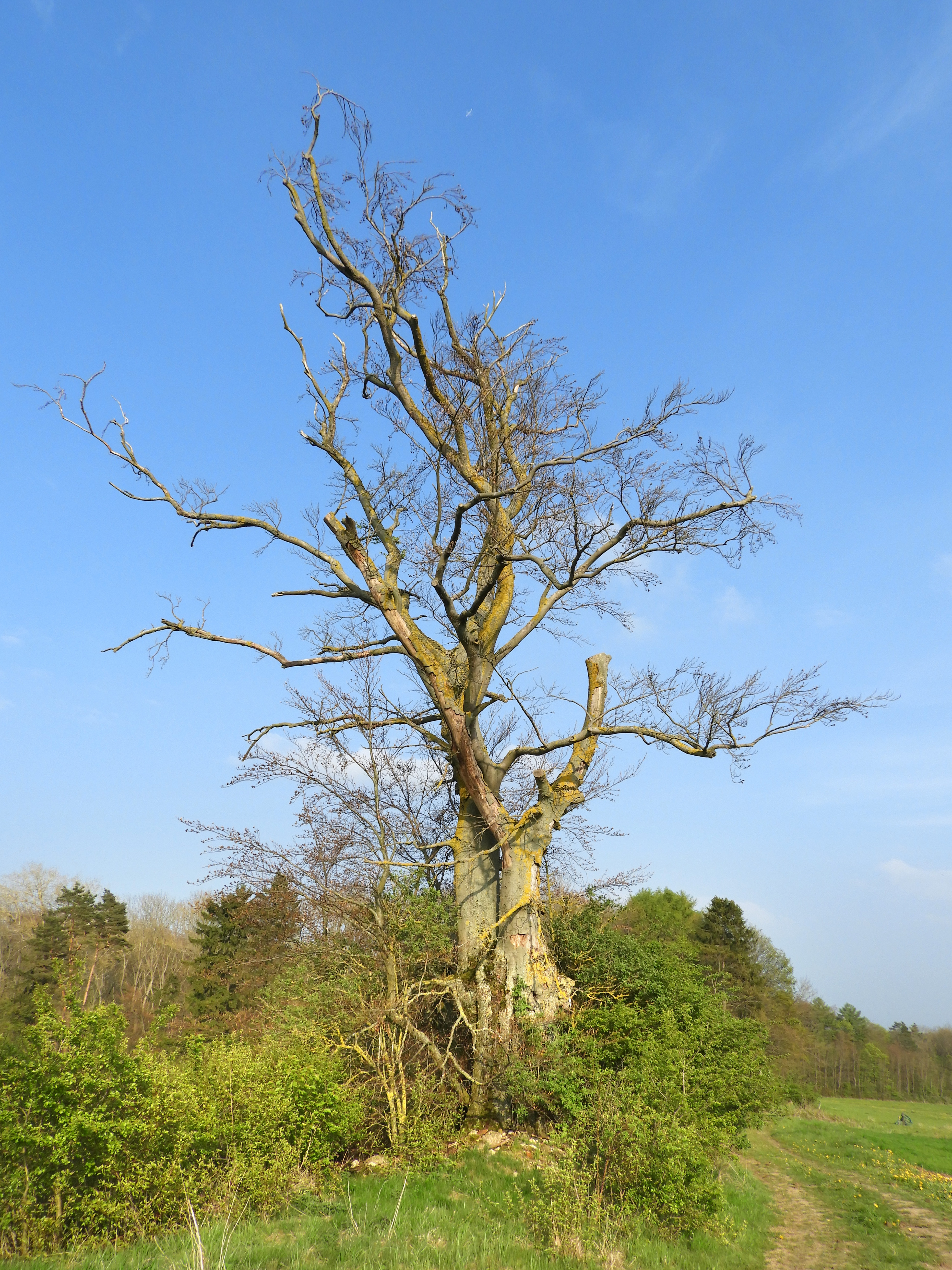
Die alte Triftbuche bei Renda (2017)

Das geschlossene Dorf Renda mit geringer Siedlungsdichte liegt auf einer unbewaldeten Fläche des Hochplateaus Ringgau, ca. 3,1 km (Luftlinie) südöstlich der Gemeindeverwaltung in Netra und 13 km südsüdwestlich von Eschwege. In zentraler Ortslage befindet sich die Kirche und am Ortsrand vier ehemalige Adelshöfe. Durch das Dorf fließt die Renda, die einen östlichen Zufluss der Ulfe bildet. Das Gebiet des Ortsteils besteht aus der Gemarkung Renda im Süden des Gemeindegebiets mit einer Fläche von 996 Hektar, davon sind 119 Hektar Wald.
Die Ortslage befindet sich auf 367 bis 408 m ü. NHN und der höchste Punkt der Gemarkung ist der 440 Meter hohe Mittelberg südlich des Ortes. An den Ortsteil Renda grenzen, von Norden beginnend im Uhrzeigersinn, die Ortsteile Ringgau-Röhrda und Netra, im Osten Ringgau-Lüderbach und der Herleshäuser Ortsteil Altefeld, im Süden Herleshausen-Holzhausen und im Westen Ringgau-Grandenborn. Durch den Ort verläuft die Kreisstraße 22, die im Norden zur K 23 zwischen Netra und Grandenborn und im Südosten zur Landesstraße 3247 zwischen Netra und Herleshausen-Nesselröden führt.

## Geschichte

### Ortsgeschichte
Zu Beginn des 9. Jahrhunderts wird Renda in einem Verzeichnis der von Erzbischof Lullus († 786) von Mainz für das Kloster Hersfeld von Freien verliehenen Gütern bekanntermaßen erstmals urkundlich als Reinede erwähnt.
Die geschützte Lage Rendas lud schon früh zur Siedlungsgründung ein; der Ort zählt mit seiner Erwähnung zwischen 775 und 786 zu den ältesten Plätzen der Werralandschaft.
Um das Jahr 1320 ist belegt, dass Hermann von Boyneburg vom Grafen von Ziegenhain eine Hufe zu Renda als Lehen besitzt. Im Jahr 1334 verkauft die Begine Gertrud, Witwe Friedrichs von Steinau, ihre Güter in Gemarkung und Dorf Renda ihrem Verwandten Konrad von Boyneburg. Nach ihrem Tod sollen die Güter ohne Ansprüche der Erben Konrads von Boyneburg an das Kloster Hersfeld zurückfallen. 1337 ein weiterer Beleg über Besitzungen des Klosters Hersfeld in Renda. Im 15. Jahrhundert ist Renda fuldisches Lehen der Treusch von Buttlar. Abt Johann von Fulda überträgt 1539 dem Landgrafen Philipp von Hessen die Lehenshoheit unter anderem über das fuldische Lehen der Treusch von Buttlar in Renda mit Dorf und Gericht. Landgraf Philipp soll die Lehen wiederum den genannten Vasallen verleihen. Dagegen übergibt der Landgraf dem Stift Fulda seine Forderungen und Gerechtigkeiten an Schloss Haun mit Zubehör. Die Belehnungen der Herren von Buttlar erfolgen sodann gemeinsam von den Landgrafschaften Hessen sowie Thüringen bzw. Sachsen. Die 77 Hausgesessenen sind 1585 den Treusch von Buttlar verpflichtet. Im Jahr 1805 sind die Treusch von Buttlar Gerichtsherren unter anderem in Renda.
Im Zuge der Gebietsreform in Hessen fusionierten zum 31. Dezember 1971 die bis dahin selbständigen Gemeinden Grandenborn, Lüderbach, Netra, Renda und Rittmannshausen freiwillig zur neuen Gemeinde Ringgau. Datterode und Röhrda schlossen sich am 1. April 1972 in der Gemeinde Netratal zusammen. Diese beiden Gemeinden wurde am 1. Januar 1974 kraft Landesgesetz zur neuen Großgemeinde Ringau zusammengeschlossen. Sitz der Gemeindeverwaltung wurde der Ortsteil Netra.
Für alle nach Ringgau eingegliederten Gemeinden wurden je ein Ortsbezirk gebildet.

### Verwaltungsgeschichte im Überblick
Die folgende Liste zeigt die Staaten und Verwaltungseinheiten, denen Renda angehört(e):
- 1445: Heiliges Römisches Reich, Amt Brandenfels
- ab 1585: Heiliges Römisches Reich, Landgrafschaft Hessen-Kassel, Niederfürstentum, Amt Sontra, Gericht der Treusch von Buttlar
- 1787: Heiliges Römisches ReichLandgrafschaft Hessen-Kassel, Amt Sontra, Gericht der Treusch von Buttlar
- 1803–1806: Heiliges Römisches Reich, Kurfürstentum Hessen,  Amt Sontra, Gericht der Treusch von Buttlar
- 1807–1813: Königreich Westphalen, Departement der Werra, Distrikt Eschwege, Kanton Netra
- ab 1814: Kurfürstentum Hessen, Amt Sontra
- ab 1818: Kurfürstentum Hessen, Amt Netra[10]
- ab 1821/22: Kurfürstentum Hessen, Provinz Niederhessen, Kreis Eschwege[11][Anm. 2]
- ab 1848: Kurfürstentum Hessen, Bezirk Eschwege
- ab 1851: Kurfürstentum Hessen, Provinz Niederhessen, Kreis Eschwege
- ab 1867: Königreich Preußen,[Anm. 3] Provinz Hessen-Nassau, Regierungsbezirk Kassel, Landkreis Eschwege
- ab 1871: Deutsches Reich, Königreich Preußen, Provinz Hessen-Nassau, Regierungsbezirk Kassel, Kreis Eschwege
- ab 1918: Deutsches Reich, Freistaat Preußen,[Anm. 4]  Provinz Hessen-Nassau, Regierungsbezirk Kassel, Kreis Eschwege
- ab 1944: Deutsches Reich, Freistaat Preußen, Provinz Kurhessen, Landkreis Eschwege
- ab 1945: Deutsches Reich, Amerikanische Besatzungszone,[Anm. 5] Groß-Hessen, Regierungsbezirk Kassel, Landkreis Eschwege
- ab 1946: Deutsches Reich, Amerikanische Besatzungszone, Land Hessen, Regierungsbezirk Kassel, Landkreis Eschwege
- ab 1949: Bundesrepublik Deutschland, Land Hessen, Regierungsbezirk Kassel, Landkreis Eschwege
- ab 1972: Bundesrepublik Deutschland, Land Hessen, Regierungsbezirk Kassel, Landkreis Eschwege, Gemeinde Ringau
- ab 1974: Bundesrepublik Deutschland, Land Hessen, Regierungsbezirk Kassel, Werra-Meißner-Kreis, Gemeinde Ringau

### Gerichte
Die Gerichtsbarkeit über Renda wurde im Mittelalter bis in die Neuzeit durch das Gericht der Treusche vom Buttlar ausgeübt.
Die weitere Zuständigkeit entwickelte sich wie folgt:
- 1807–1813: Friedensgericht Netra im Königreich Westphalen[Anm. 6]
- 1814–1821: Amt Sontra
- 1822: Justizamt Netra erste Instanz, zweite Instanz Obergericht für die Provinz Niederhessen
- 1867: Amtsgericht Netra (nach der Annexion durch Preußen), zweite Instanz Kreisgericht Kassel
- 1879: Amtsgericht Netra erste Instanz (durch das Reichsjustizgesetze), zweite Instanz Landgericht Kassel
- 1939: Amtsgericht Eschwege, zweite Instanz Landgericht Kassel

## Bevölkerung

### Einwohnerstruktur 2011
Nach den Erhebungen des Zensus 2011 lebten am Stichtag dem 9. Mai 2011 in Renda 360 Einwohner. Darunter waren 3 (= 0,8 %) Ausländer.
Nach dem Lebensalter waren 63 Einwohner unter 18 Jahren, 165 waren zwischen 18 und 49, 81 zwischen 50 und 64 und 51 Einwohner waren älter.
Die Einwohner lebten in 123 Haushalten. Davon waren 21 Singlehaushalte, 27 Paare ohne Kinder und 63 Paare mit Kindern, sowie 9 Alleinerziehende und 3 Wohngemeinschaften. In 21 Haushalten lebten ausschließlich Senioren/-innen und in 81 Haushaltungen leben keine Senioren/-innen.

### Einwohnerentwicklung
- 1585: 77 Haushaltungen[3]
- 1747: 77 Haushaltungen[3]

| Renda: Einwohnerzahlen von 1834 bis 2022 | Renda: Einwohnerzahlen von 1834 bis 2022 | Renda: Einwohnerzahlen von 1834 bis 2022 | Renda: Einwohnerzahlen von 1834 bis 2022 | Renda: Einwohnerzahlen von 1834 bis 2022 |
| --- | ---------------------------------------- | ---------------------------------------- | ---------------------------------------- | ---------------------------------------- |
| Jahr |                                          |                                          |                                          | Einwohner                                |
| 1834 | 1834                                     |                                          | 508                                      | 508                                      |
| 1840 | 1840                                     |                                          | 498                                      | 498                                      |
| 1846 | 1846                                     |                                          | 524                                      | 524                                      |
| 1852 | 1852                                     |                                          | 503                                      | 503                                      |
| 1858 | 1858                                     |                                          | 534                                      | 534                                      |
| 1864 | 1864                                     |                                          | 507                                      | 507                                      |
| 1871 | 1871                                     |                                          | 487                                      | 487                                      |
| 1875 | 1875                                     |                                          | 489                                      | 489                                      |
| 1885 | 1885                                     |                                          | 469                                      | 469                                      |
| 1895 | 1895                                     |                                          | 458                                      | 458                                      |
| 1905 | 1905                                     |                                          | 405                                      | 405                                      |
| 1910 | 1910                                     |                                          | 413                                      | 413                                      |
| 1925 | 1925                                     |                                          | 613                                      | 613                                      |
| 1939 | 1939                                     |                                          | 401                                      | 401                                      |
| 1946 | 1946                                     |                                          | 538                                      | 538                                      |
| 1950 | 1950                                     |                                          | 553                                      | 553                                      |
| 1956 | 1956                                     |                                          | 463                                      | 463                                      |
| 1961 | 1961                                     |                                          | 422                                      | 422                                      |
| 1967 | 1967                                     |                                          | 427                                      | 427                                      |
| 1970 | 1970                                     |                                          | 417                                      | 417                                      |
| 1980 | 1980                                     |                                          | ?                                        | ?                                        |
| 1987 | 1987                                     |                                          | 408                                      | 408                                      |
| 2000 | 2000                                     |                                          | ?                                        | ?                                        |
| 2011 | 2011                                     |                                          | 360                                      | 360                                      |
| 2022 | 2022                                     |                                          | 307                                      | 307                                      |
| Datenquelle: Historisches Gemeindeverzeichnis für Hessen: Die Bevölkerung der Gemeinden 1834 bis 1967. Wiesbaden: Hessisches Statistisches Landesamt, 1968. Weitere Quellen: LAGIS; Zensus 2011 |                                          |                                          |                                          |                                          |

### Historische Religionszugehörigkeit
| • 1885: | 394 evangelische (= 99,75 %), kein katholischer, ein anderes christliche-konfessioneller (= 0,25 %) Einwohner |
| • 1961: | 392 evangelische (= 92,89 %), 29 katholische (= 6,87 %) Einwohner                                             |

## Religion
Kirchengebäude
- um 1144: wUrde eine ecclesia und archipresbiterium erwähnt
- An der Stelle einer Vorgängerkirche wurde die evangelische Kirche 1834 als schlichter klassizistischer Saalbau von drei auf fünf Fensterachsen mit Turmaufsatz in der Dachmitte durch den kurhessischen Landbaumeister Johann Friedrich Matthei errichtet. Die Kanzel von 1700 stammt aus dem Vorgängerbau, die 1845 erbaute Orgel von Johann Wilhelm Schmerbach d. J. Im Ersten Weltkrieg wurde eine 1868 von Christian See in Creuzburg gegossene Glocke abgegeben. 1972 wurde die Kirche renoviert.

Bekenntniswechsel
Der erster nachweisbarer evangelischer Pfarrer war Zacharias Ellenberg 1569–1607, zunächst lutherisch, später reformiert. Er nahm seine Zustimmung zu den reformatorien Änderungsspunkten zurück und wurde daraufhin abgesetzt.
Pfarrzugehörigkeit
- Das Kirchenpatronat hat 1449 der Abt von Hersfeld. 1585 haben die Treusch von Buttlar das Patronat, die sich das Recht 1750 in den Linien Hohenhaus, Altenfeld und Nesselröden teilen.
- 1144 wird die Filialkirche in Lauchröden von der Mutterkirche in Renda gelöst und erhält mit der Martinskirche eine eigene Pfarrei.
- 1349 und 1356 war die Kapelle von Hasel Filiale der Pfarrei in Renda.
- 1872: Zur protestantischen Pfarrei Renda gehörten die Höfe Altefeld und Heidelberg
- 1994: Gehörte Renda zur Kirchengemeinde Altefeld, Grandenborn, Renda
- 2025: Gehört Renda zur Kirchgemeinde Netra, Renda, Grandenborn und Altefeld

## Politik
Für Renda besteht ein Ortsbezirk (Gebiete der ehemaligen Gemeinde Renda) mit Ortsbeirat und Ortsvorsteher nach der Hessischen Gemeindeordnung.
Der Ortsbeirat besteht aus fünf Mitgliedern. Bei den Kommunalwahlen in Hessen 2021 betrug die Wahlbeteiligung zum Ortsbeirat 62,93 %. Alle Kandidaten gehörten der „Wählergemeinschaft Renda“ an. Der Ortsbeirat wählte Sarah Wiener-Saur zur Ortsvorsteherin.